# Asmate antalfyi
Asmate antalfyi là một loài bướm đêm trong họ Geometridae.